# Іцасондо
Іцасондо, Ісасондо (баск. Itsasondo (офіційна назва), ісп. Isasondo) — муніципалітет в Іспанії, у складі автономної спільноти Країна Басків, у провінції Гіпускоа. Населення — 649 осіб (2009).
Муніципалітет розташований на відстані близько 320 км на північний схід від Мадрида, 31 км на південний захід від Сан-Себастьяна.

## Демографія
Динаміка населення (INE ):

## Галерея зображень

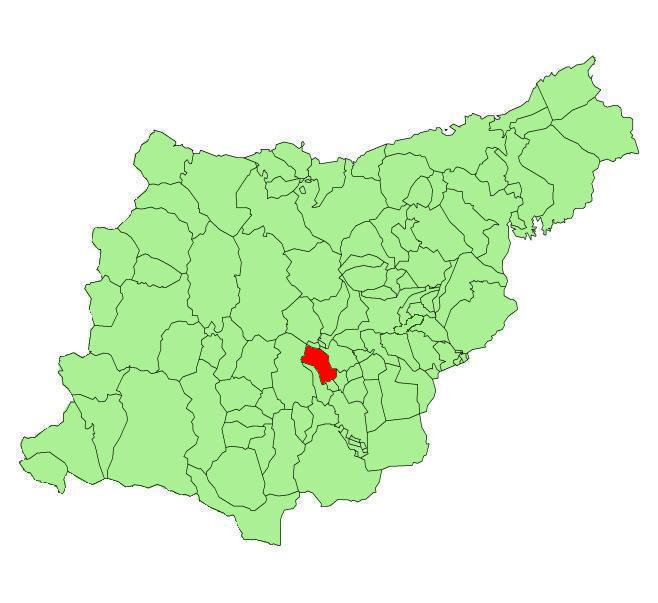
Розташування муніципалітету
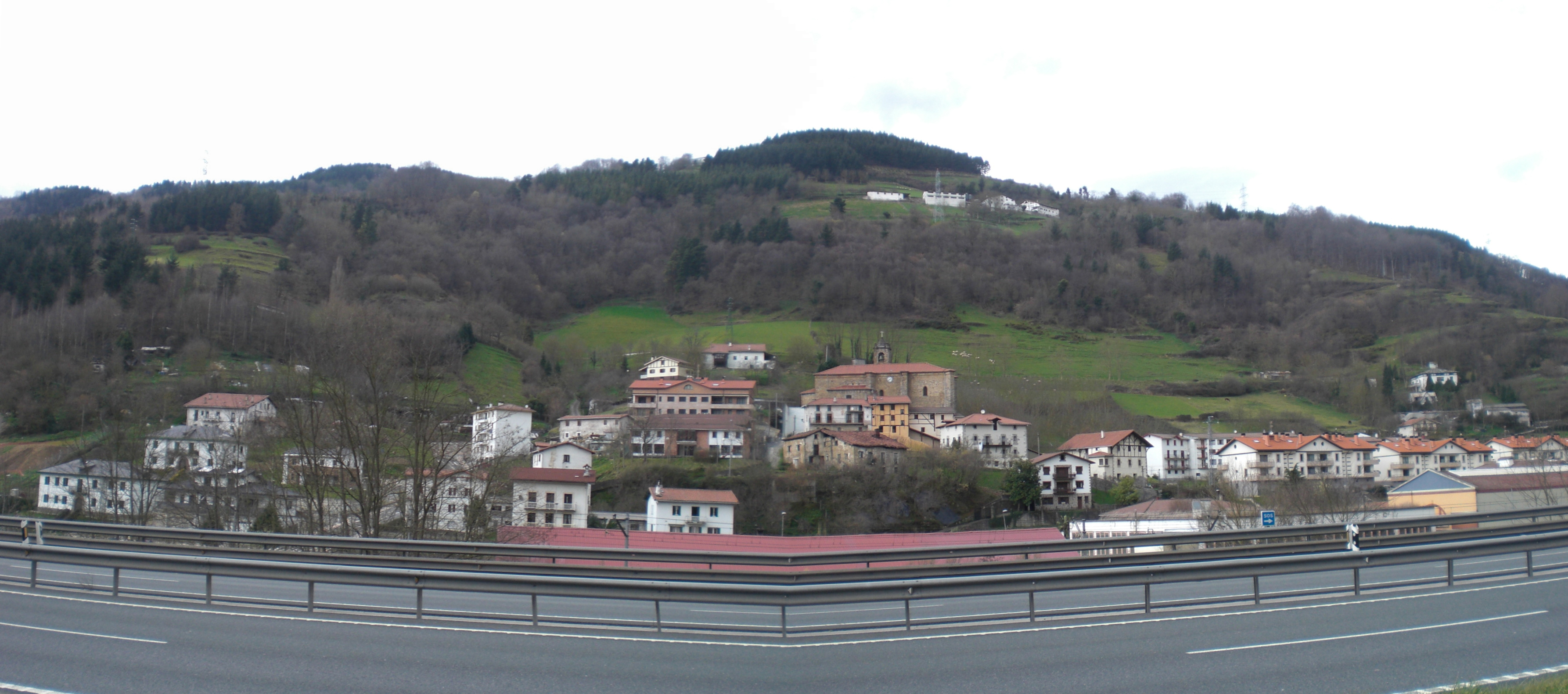
Іцасондо